# Dolina Krzemowa (Izrael)

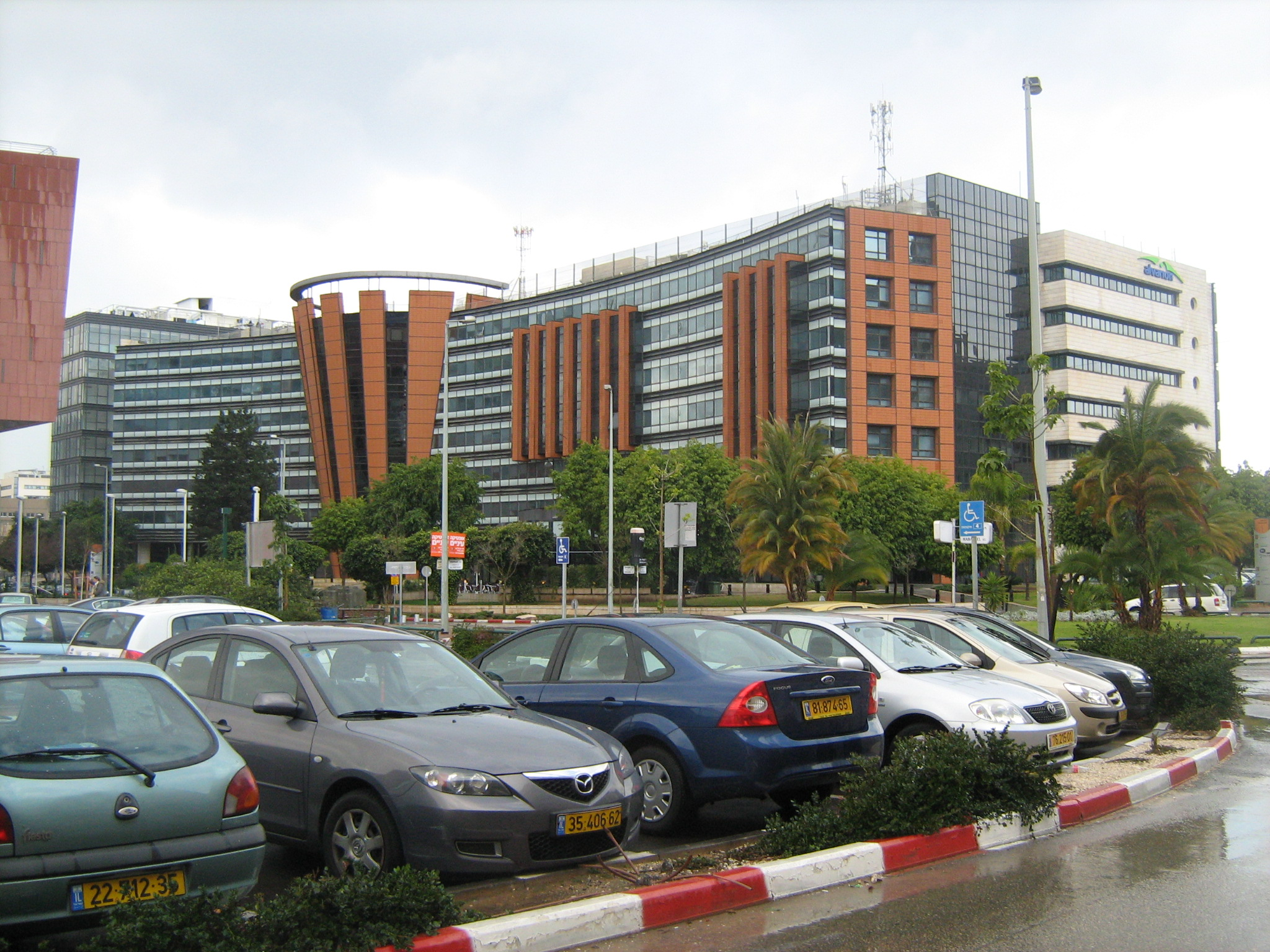
Ewer ha-Jarkon

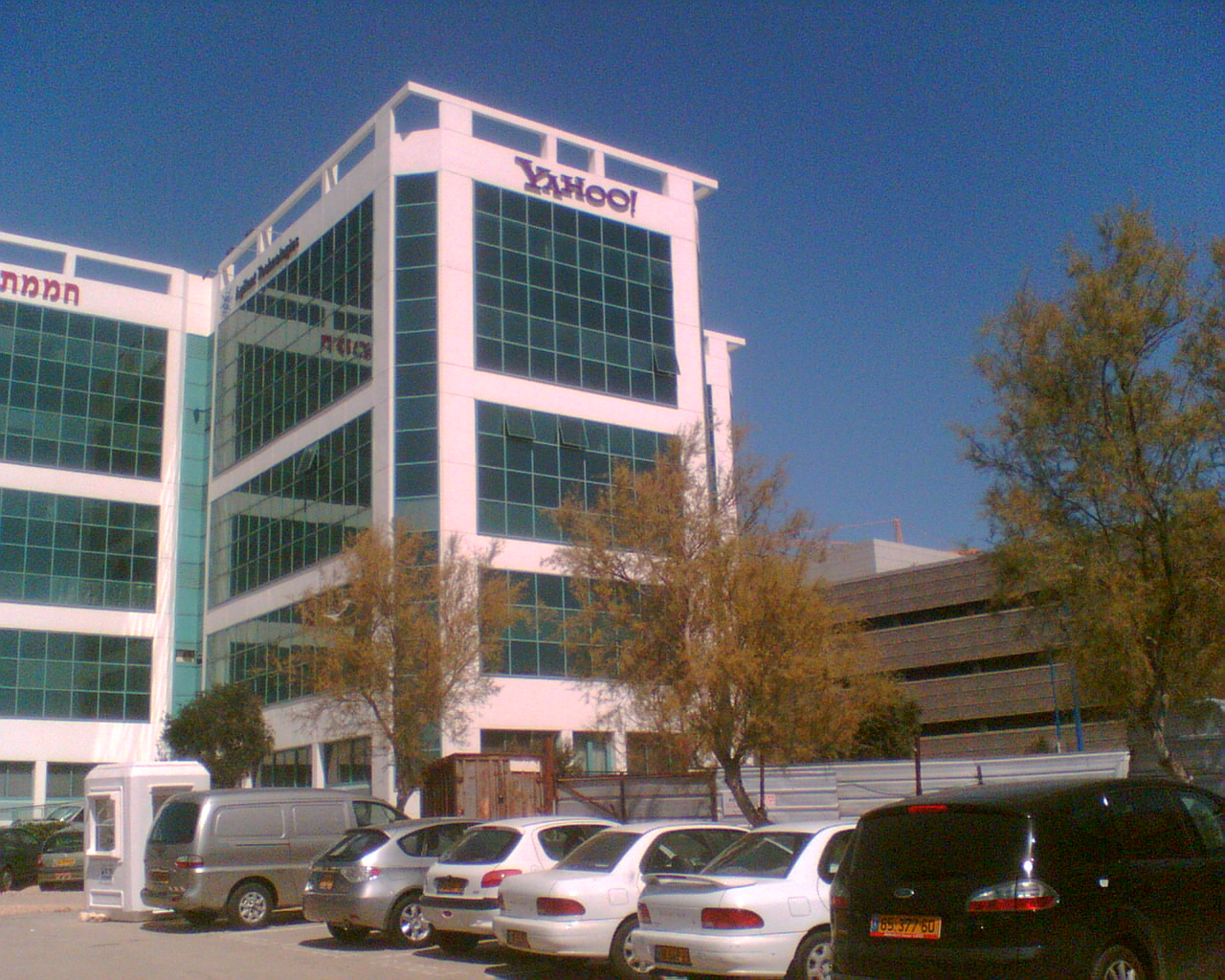
Centrum badań Yahoo! w Hajfie

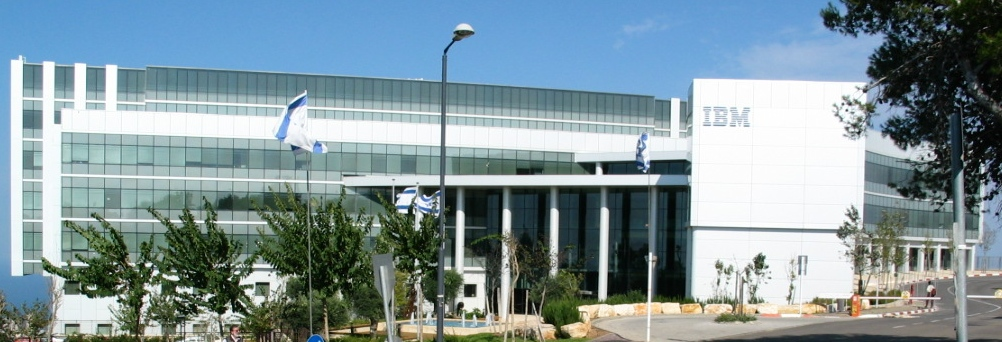
Centrum badań IBM w Hajfie

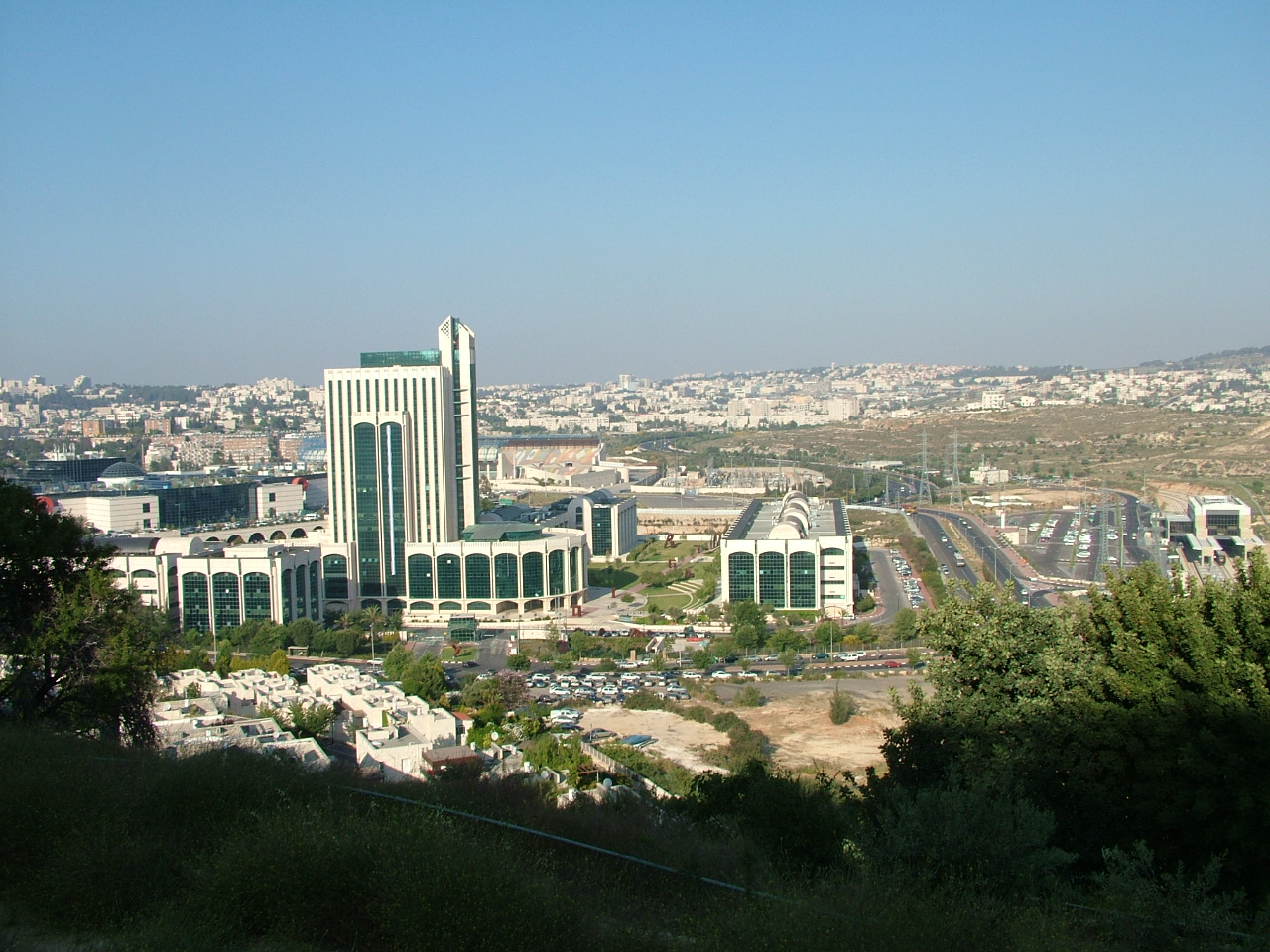
Centrum Technologiczne Manahat w Jerozolimie

Dolina Krzemowa (hebr. ‏סיליקון ואדי‎; ang. Silicon Wadi) – to nazwa nadana obszarowi położonemu na wybrzeżu Izraela, który charakteryzuje się dużą koncentracją przemysłu hi-tech. Wielkość produkcji, prowadzonych badań naukowych oraz znaczenie tego obszaru, klasyfikuje izraelską Dolinę Krzemową na drugim miejscu na świecie po Dolinie Krzemowej w amerykańskim stanie Kalifornia. Zgodnie z nazwą tereny te stanowią od lat 90. XX wieku centrum izraelskiego przemysłu tzw. „nowych technologii” (technopolia), głównie przemysłu komputerowego.

## Nazwa
Termin Dolina Krzemowa został utworzony w 1971 przez amerykańskiego dziennikarza Dona C. Hoeflera. Posłużył się on tym terminem w jednej z lokalnych gazet, aby nazwać skupisko przedsiębiorstw elektronicznych położonych w rejonie Santa Clara.
Nazwa ta została zaadaptowana do warunków Izraela, z rozróżnieniem izraelskiego wadi (sucha dolina występująca na terenach pustynnych) od amerykańskiej doliny.

## Historia
Przemysł hi-tech rozpoczął się rozwijać w Izraelu w latach 60. XX wieku. Pierwszymi przedsiębiorstwami były: ECI Telecom, Tadiran oraz Elron. Francuskie embargo nałożone na Izrael po Wojnie sześciodniowej w 1967, pobudziło gospodarkę Izraela do nowych inwestycji, tak aby izraelski przemysł zbrojeniowy uzyskał zdecydowaną przewagę technologiczną nad państwami arabskimi.
Kolejnym etapem było przejście izraelskiej gospodarki do poszukiwań technologicznych rozwiązań przemysłu zbrojeniowego do zastosowań cywilnych. Jednak względna przewaga Izraela zaczęła pojawiać się dopiero po globalizacji przemysłu hi-tech. Izraelskie firmy komputerowe położyły szczególnie silny nacisk na rozwijanie oprogramowania, dzięki czemu zaczęły się wyróżniać na międzynarodowych rynkach. W latach 80. XX wieku przedsiębiorstwa te rozwijały się i działały w obszarach produkcji nie zajętych przez działające równolegle wielkie koncerny komputerowe ze Stanów Zjednoczonych. W latach 1984–1991 wartość eksportu izraelskiego oprogramowania wzrósł z 5 milionów do 110 milionów USD.
Jednak najważniejszym momentem przełomowym dla rozwoju izraelskiego przemysłu hi-tech okazały się lata 90. XX wieku. Dzięki napływowi wielkiej ilości emigrantów z krajów byłego ZSRR, izraelskie przedsiębiorstwa uzyskały wysokiej klasy informatyków oraz naukowców o najwyższym poziomie światowej wiedzy. Równocześnie zawarte w 1993 Porozumienia z Oslo rozpoczęło proces pokojowy z Palestyńczykami, co stworzyło korzystne warunki dla rozwoju gospodarczego.
Izraelska firma hi-tech Mirabilis osiągnęła wielki sukces, wprowadzając w 1996 na rynek pierwszy komunikator internetowy ICQ.

## Położenie
Izraelska Dolina Krzemowa jest położona w kilku strefach przemysłowych zlokalizowanych głównie w centralnej części kraju:
- Tel Awiw – Ewer ha-Jarkon i Kirjat Atidim;
- Herclijja – strefa przemysłowa Herclijja Pituach;
- Petach Tikwa – strefy przemysłowe Kirjat Arje i Kirjat Matalon;
- Ramat Gan – strefa Giełdy Diamentów;
- Nes Cijjona – strefa przemysłowa Kirjat Weizmann;
- Rosz ha-Ajin – strefa przemysłowa Afek;
- Netanja – strefa przemysłowa Netanja;
- Ra’ananna – strefa przemysłowa Ra’ananna;
- Jawne – strefa przemysłowa Jawne;
- Port lotniczy Ben Guriona – strefa przemysłowo-biznesowa przy lotnisku.

Dodatkowo występuje duża koncentracja firm hi-tech w strefie przemysłowej Moshe w Hajfie, Jokne’am, Cezarei, Kirjat Gat, Beer Szewie i strefach przemysłowych Mount Hozvim i Malha w Jerozolimie.

## Działające przedsiębiorstwa
W Izraelu swoje centra rozwoju i badań otworzyły takie międzynarodowe koncerny jak IBM, Intel, Yahoo! i Google. Innymi dużymi firmami hi-tech działającymi w Izraelu są: Amdocs, Comverse, Check Point, Motorola, Microsoft, Hewlett-Packard, Philips, Cisco, Oracle Corporation, SAP AG, BMC Software, Computer Associates.
Z izraelskich przedsiębiorstw można wymienić między innymi: Zoran Corporation, CEVA Inc, Aladdin Knowledge Systems, NICE Systems, Horizon Semiconductors, RAD Data Communications, Radware, Tadiran Telecom, Radvision, Check Point, Amdocs, Babylon Ltd., Elbit, Israel Aerospace Industries, Solel.